# Egyptian National Football League 2018
La Egyptian National Football League 2018 è stata la 4ª edizione del campionato di football americano di primo livello, organizzato dalla EFAF. Per la prima volta la competizione è valevole per il titolo nazionale.
La finale è stata giocata l'11 maggio al Maadi Olympic Center del Cairo.

## Squadre partecipanti
| Club             | Città               | Stadio | Sponsor ufficiale | Risultato nella stagione 2017 |
| ---------------- | ------------------- | ------ | ----------------- | ----------------------------- |
| AUC Titans       | New Cairo           |        |                   |                               |
| Cairo Bears      | New Cairo           |        |                   |                               |
| Cairo Hellhounds | Il Cairo            |        |                   |                               |
| Cairo Warriors   | New Cairo           |        |                   |                               |
| Cairo Wolves     | Giza                |        |                   |                               |
| Gezira Thunder   | Il Cairo            |        |                   |                               |
| GUC Eagles       | New Cairo           |        |                   |                               |
| MSA Tigers       | Città del 6 ottobre |        |                   |                               |

## Stagione regolare

### Calendario

#### 1ª giornata
| Il Cairo 16 febbraio 2018, ore 15:45 | MSA Tigers | 20 – 6 referto | Cairo Warriors | Maadi Olympic Center |

| Il Cairo 16 febbraio 2018, ore 18:00 | Gezira Thunder | 0 – 42 referto | Cairo Wolves | Maadi Olympic Center |

#### 2ª giornata
| Il Cairo 23 febbraio 2018, ore 15:00 | AUC Titans | 0 – 58 referto | Cairo Hellhounds | Petrosport Subfield |

| Il Cairo 23 febbraio 2018, ore 19:00 | Cairo Bears | 13 – 21 referto | GUC Eagles | Petrosport Subfield |

#### 3ª giornata
| Il Cairo 2 marzo 2018, ore 15:00 | Cairo Warriors | 25 – 0 referto | Gezira Thunder | Maadi Olympic Center |

| Il Cairo 2 marzo 2018, ore 19:00 | Cairo Wolves | 0 – 14 referto | MSA Tigers | Maadi Olympic Center |

#### 4ª giornata
| Il Cairo 9 marzo 2018, ore 15:00 | AUC Titans | 20 – 14 referto | Gezira Thunder | Petrosport Subfield |

| Il Cairo 9 marzo 2018, ore 19:00 | GUC Eagles | 12 – 44 referto | Cairo Hellhounds | Petrosport Subfield |

#### 5ª giornata
| Il Cairo 16 marzo 2018, ore 15:00 | Cairo Wolves | 12 – 0 referto | Cairo Warriors | Petrosport Subfield |

| Il Cairo 16 marzo 2018, ore 19:00 | Cairo Bears | 14 – 12 referto | MSA Tigers | Petrosport Subfield |

#### 6ª giornata
| Il Cairo 23 marzo 2018, ore 15:00 | GUC Eagles | 53 – 0 referto | AUC Titans | Maadi Olympic Center |

| Il Cairo 23 marzo 2018, ore 19:00 | MSA Tigers | 62 – 6 referto | Gezira Thunder | Maadi Olympic Center |

#### 7ª giornata
| Il Cairo 30 marzo 2018, ore 15:00 | Cairo Bears | 30 – 10 referto | Cairo Wolves | Petrosport Subfield |

| Il Cairo 30 marzo 2018, ore 19:00 | Cairo Hellhounds | 42 – 0 referto | Cairo Warriors | Petrosport Subfield |

#### 8ª giornata
| Il Cairo 6 aprile 2018, ore 15:00 | MSA Tigers | 8 – 26 referto | Cairo Hellhounds | Maadi Olympic Center |

| Il Cairo 6 aprile 2018, ore 19:00 | Cairo Wolves | 44 – 0 referto | AUC Titans | Maadi Olympic Center |

#### 9ª giornata
| Il Cairo 13 aprile 2018, ore 15:00 | Gezira Thunder | 0 – 88 referto | GUC Eagles | Petrosport Subfield |

| Il Cairo 13 aprile 2018, ore 19:00 | Cairo Bears | 54 – 0 referto | AUC Titans | Petrosport Subfield |

#### 10ª giornata
| Il Cairo 20 aprile 2018, ore 15:00 | Cairo Hellhounds | 34 – 26 referto | Cairo Bears | Maadi Olympic Center |

| Il Cairo 20 aprile 2018, ore 19:00 | Cairo Warriors | 5 – 45 referto | GUC Eagles | Maadi Olympic Center |

### Classifica
La classifica della regular season è la seguente:
- PCT = percentuale di vittorie, G = partite giocate, V = partite vinte,  P = partite perse, PF = punti fatti, PS = punti subiti

#### East Conference
| Pos. | Squadra          | PCT   | G | V | N | P | PF  | PS  |
| ---- | ---------------- | ----- | - | - | - | - | --- | --- |
| 1    | Cairo Hellhounds | 1.000 | 5 | 5 | 0 | 0 | 204 | 46  |
| 2    | GUC Eagles       | .800  | 5 | 4 | 0 | 1 | 219 | 62  |
| 3    | Cairo Bears      | .600  | 5 | 3 | 0 | 2 | 137 | 77  |
| 4    | AUC Titans       | .200  | 5 | 1 | 0 | 4 | 20  | 223 |

#### West Conference
| Pos. | Squadra        | PCT  | G | V | N | P | PF  | PS  |
| ---- | -------------- | ---- | - | - | - | - | --- | --- |
| 1    | MSA Tigers     | .600 | 5 | 3 | 0 | 2 | 116 | 52  |
| 2    | Cairo Wolves   | .600 | 5 | 3 | 0 | 2 | 108 | 44  |
| 3    | Cairo Warriors | .200 | 5 | 1 | 0 | 4 | 36  | 119 |
| 4    | Gezira Thunder | .000 | 5 | 0 | 0 | 5 | 20  | 237 |

## Playoff

### Tabellone
|  | Semifinali | Semifinali       | Semifinali |                  |    | IV Egyptian Bowl | IV Egyptian Bowl | IV Egyptian Bowl |  |
|  |            |                  |            |                  |    |                  |                  |                  |  |
|  | 1W         | MSA Tigers       | 6          |                  |    |                  |                  |                  |  |
|  | 1W         | MSA Tigers       | 6          |                  |    |                  |                  |                  |  |
|  | 2W         | Cairo Wolves     | 27         |                  |    |                  |                  |                  |  |
|  | 2W         | Cairo Wolves     | 27         |                  | 2W | Cairo Wolves     | 0                |                  |  |
|  |            |                  |            |                  | 2W | Cairo Wolves     | 0                |                  |  |
|  |            |                  | 1E         | Cairo Hellhounds | 12 |                  |                  |                  |  |
|  | 1E         | Cairo Hellhounds | 1E         | Cairo Hellhounds | 12 | 14               |                  |                  |  |
|  | 1E         | Cairo Hellhounds |            |                  |    |                  |                  |                  |  |
|  | 2E         | GUC Eagles       | 10         |                  |    |                  |                  |                  |  |

### Semifinali
| Il Cairo 4 maggio 2018, ore 15:00 | MSA Tigers | 6 – 27 | Cairo Wolves | Maadi Olympic Center |

| Il Cairo 4 maggio 2018, ore 18:00 | GUC Eagles | 10 – 14 | Cairo Hellhounds | Maadi Olympic Center |

### IV Egyptian Bowl
| Il Cairo 11 maggio 2018, ore 18:00 | Cairo Wolves | 0 – 12 referto | Cairo Hellhounds | Maadi Olympic Center |

## Verdetti
- Cairo Hellhounds Campioni dell'Egitto 2018